# Pałac w Brzezicy
Pałac w Brzezicy – zabytkowy pałac wybudowany w 1872 w Brzezicy.

## Położenie
Pałac położony jest w Brzezicy – wsi w Polsce, w województwie dolnośląskim, w powiecie strzelińskim, w gminie Borów.

## Historia
Obiekt jest częścią zespołu pałacowego, w skład którego wchodzi jeszcze park.